# Paraidioscopus tagalicus
Paraidioscopus tagalicus är en insektsart som beskrevs av Baker 1915. Paraidioscopus tagalicus ingår i släktet Paraidioscopus och familjen dvärgstritar. Inga underarter finns listade i Catalogue of Life.